# Scatopsciara andrei
Scatopsciara andrei är en tvåvingeart som beskrevs av Menzel 2006. Scatopsciara andrei ingår i släktet Scatopsciara och familjen sorgmyggor.
Artens utbredningsområde är Tyskland. Inga underarter finns listade i Catalogue of Life.